# إراشينال جيمز
إراشينال جيمز (بالإنجليزية: Irrational Games)‏ هي شركة أمريكية متخصصة في ألعاب الفيديو ، تأسست عام 1997 ويقع مقرها في كوينسي، ماساتشوستس. قام بتأسيسها «كين ليفين، جوناثان تشي، وروبرت فيرمير». تقوم الشركة بتطوير ألعاب الفيديو ، من أشهر ألعابها بايوشوك أغلق الأستوديو أبوابه في عام 2014 وتم تسريح الموظفين جميعهم ولا يوجد سبب واضح لإغلاقه.

## بعض ألعابها
- فريدم فورس
- سوات 4
- سيستم شوك 2